# Liste des titres musicaux numéro un en France en 1997
Cette page liste les singles et albums classés numéro un des ventes de disques en France par le Syndicat national de l'édition phonographique pour l'année 1997.

## Classement des singles
| Semaine | Sortie       | Artiste        | Titre                      |
| ------- | ------------ | -------------- | -------------------------- |
| 1       | 4 janvier    | Gala           | Freed from Desire          |
| 2       | 11 janvier   | Gala           | Freed from Desire          |
| 3       | 18 janvier   | Gala           | Freed from Desire          |
| 4       | 25 janvier   | Madonna        | Don't Cry for Me Argentina |
| 5       | 1er février  | Madonna        | Don't Cry for Me Argentina |
| 6       | 8 février    | Madonna        | Don't Cry for Me Argentina |
| 7       | 15 février   | Madonna        | Don't Cry for Me Argentina |
| 8       | 22 février   | Gala           | Let a Boy Cry              |
| 9       | 1er mars     | Andrea Bocelli | Con te partirò             |
| 10      | 8 mars       | Gala           | Let a Boy Cry              |
| 11      | 15 mars      | Andrea Bocelli | Con te partirò             |
| 12      | 22 mars      | Andrea Bocelli | Con te partirò             |
| 13      | 29 mars      | Andrea Bocelli | Con te partirò             |
| 14      | 5 avril      | Andrea Bocelli | Con te partirò             |
| 15      | 12 avril     | Ricky Martin   | María                      |
| 16      | 19 avril     | Ricky Martin   | María                      |
| 17      | 26 avril     | Ricky Martin   | María                      |
| 18      | 3 mai        | Ricky Martin   | María                      |
| 19      | 10 mai       | Ricky Martin   | María                      |
| 20      | 17 mai       | Ricky Martin   | María                      |
| 21      | 24 mai       | Ricky Martin   | María                      |
| 22      | 31 mai       | Ricky Martin   | María                      |
| 23      | 7 juin       | Ricky Martin   | María                      |
| 24      | 14 juin      | Wes            | Alane                      |
| 25      | 21 juin      | Wes            | Alane                      |
| 26      | 28 juin      | Wes            | Alane                      |
| 27      | 5 juillet    | Wes            | Alane                      |
| 28      | 12 juillet   | Wes            | Alane                      |
| 29      | 19 juillet   | Wes            | Alane                      |
| 30      | 26 juillet   | Wes            | Alane                      |
| 31      | 2 août       | Wes            | Alane                      |
| 32      | 9 août       | Wes            | Alane                      |
| 33      | 16 août      | Wes            | Alane                      |
| 34      | 23 août      | Will Smith     | Men in Black               |
| 35      | 30 août      | Will Smith     | Men in Black               |
| 36      | 6 septembre  | Will Smith     | Men in Black               |
| 37      | 13 septembre | Elton John     | Candle in the Wind 1997    |
| 38      | 20 septembre | Elton John     | Candle in the Wind 1997    |
| 39      | 27 septembre | Elton John     | Candle in the Wind 1997    |
| 40      | 4 octobre    | Elton John     | Candle in the Wind 1997    |
| 41      | 11 octobre   | Elton John     | Candle in the Wind 1997    |
| 42      | 18 octobre   | Elton John     | Candle in the Wind 1997    |
| 43      | 25 octobre   | Florent Pagny  | Savoir aimer               |
| 44      | 1er novembre | Aqua           | Barbie Girl                |
| 45      | 8 novembre   | Florent Pagny  | Savoir aimer               |
| 46      | 15 novembre  | Florent Pagny  | Savoir aimer               |
| 47      | 22 novembre  | Florent Pagny  | Savoir aimer               |
| 48      | 29 novembre  | Florent Pagny  | Savoir aimer               |
| 49      | 6 décembre   | Florent Pagny  | Savoir aimer               |
| 50      | 13 décembre  | Florent Pagny  | Savoir aimer               |
| 51      | 20 décembre  | Florent Pagny  | Savoir aimer               |
| 52      | 27 décembre  | Florent Pagny  | Savoir aimer               |

## Classement des albums
| Semaine | Sortie       | Artiste              | Titre                                        |
| ------- | ------------ | -------------------- | -------------------------------------------- |
| 1       | 4 janvier    | Worlds Apart         | Everybody                                    |
| 2       | 11 janvier   | Céline Dion          | Live à Paris                                 |
| 3       | 18 janvier   | Mylène Farmer        | Anamorphosée                                 |
| 4       | 25 janvier   | Mylène Farmer        | Anamorphosée                                 |
| 5       | 1er février  | Andrea Bocelli       | Romanza                                      |
| 6       | 8 février    | Andrea Bocelli       | Romanza                                      |
| 7       | 15 février   | Andrea Bocelli       | Romanza                                      |
| 8       | 22 février   | Andrea Bocelli       | Romanza                                      |
| 9       | 1er mars     | Andrea Bocelli       | Romanza                                      |
| 10      | 8 mars       | U2                   | Pop                                          |
| 11      | 15 mars      | Andrea Bocelli       | Romanza                                      |
| 12      | 22 mars      | Andrea Bocelli       | Romanza                                      |
| 13      | 29 mars      | Andrea Bocelli       | Romanza                                      |
| 14      | 5 avril      | Andrea Bocelli       | Romanza                                      |
| 15      | 12 avril     | Andrea Bocelli       | Romanza                                      |
| 16      | 19 avril     | Andrea Bocelli       | Romanza                                      |
| 17      | 26 avril     | Andrea Bocelli       | Romanza                                      |
| 18      | 3 mai        | Andrea Bocelli       | Romanza                                      |
| 19      | 10 mai       | Andrea Bocelli       | Romanza                                      |
| 20      | 17 mai       | Michael Jackson      | Blood on the Dance Floor: HIStory in the Mix |
| 21      | 24 mai       | Andrea Bocelli       | Romanza                                      |
| 22      | 31 mai       | Andrea Bocelli       | Romanza                                      |
| 23      | 7 juillet    | Andrea Bocelli       | Romanza                                      |
| 24      | 14 juin      | Andrea Bocelli       | Romanza                                      |
| 25      | 21 juin      | MC Solaar            | Paradisiaque                                 |
| 26      | 28 juin      | Andrea Bocelli       | Romanza                                      |
| 27      | 5 juillet    | Andrea Bocelli       | Romanza                                      |
| 28      | 12 juillet   | Andrea Bocelli       | Romanza                                      |
| 29      | 19 juillet   | Andrea Bocelli       | Romanza                                      |
| 30      | 26 juillet   | Andrea Bocelli       | Romanza                                      |
| 31      | 2 août       | Andrea Bocelli       | Romanza                                      |
| 32      | 9 août       | Era                  | Era                                          |
| 33      | 16 août      | Era                  | Era                                          |
| 34      | 23 août      | Oasis                | Be Here Now                                  |
| 35      | 30 août      | Jean-Jacques Goldman | En passant                                   |
| 36      | 6 septembre  | Jean-Jacques Goldman | En passant                                   |
| 37      | 13 septembre | Jean-Jacques Goldman | En passant                                   |
| 38      | 20 septembre | Jean-Jacques Goldman | En passant                                   |
| 39      | 27 septembre | Jean-Jacques Goldman | En passant                                   |
| 40      | 4 octobre    | Jean-Jacques Goldman | En passant                                   |
| 41      | 11 octobre   | Jean-Jacques Goldman | En passant                                   |
| 42      | 18 octobre   | Michel Sardou        | Salut                                        |
| 43      | 25 octobre   | Michel Sardou        | Salut                                        |
| 44      | 1er novembre | Michel Sardou        | Salut                                        |
| 45      | 8 novembre   | Florent Pagny        | Savoir aimer                                 |
| 46      | 15 novembre  | Florent Pagny        | Savoir aimer                                 |
| 47      | 22 novembre  | Céline Dion          | Let's Talk About Love                        |
| 48      | 29 novembre  | Céline Dion          | Let's Talk About Love                        |
| 49      | 6 décembre   | Céline Dion          | Let's Talk About Love                        |
| 50      | 13 décembre  | Céline Dion          | Let's Talk About Love                        |
| 51      | 20 décembre  | Céline Dion          | Let's Talk About Love                        |
| 52      | 27 décembre  | Céline Dion          | Let's Talk About Love                        |

## Les dix meilleures ventes
Il s'agit des dix meilleures ventes de singles et d'albums de l'année 1997 en France.

### Singles
| №  | Artiste                                | Titre                   |
| -- | -------------------------------------- | ----------------------- |
| 1  | Elton John                             | Candle in the Wind 1997 |
| 2  | Ricky Martin                           | María                   |
| 3  | Wes                                    | Alane                   |
| 4  | Andrea Bocelli                         | Con te partirò          |
| 5  | Aqua                                   | Barbie Girl             |
| 6  | Florent Pagny                          | Savoir aimer            |
| 7  | Will Smith                             | Men in Black            |
| 8  | Puff Daddy & Faith Evans featuring 112 | I'll Be Missing You     |
| 9  | Lara Fabian                            | Tout                    |
| 10 | Poetic Lover                           | Prenons notre temps     |

### Albums
| №  | Artiste              | Titre                     |
| -- | -------------------- | ------------------------- |
| 1  | Andrea Bocelli       | Romanza                   |
| 2  | Jean-Jacques Goldman | En passant                |
| 3  | Era                  | Era                       |
| 4  | Pascal Obispo        | Superflu                  |
| 5  | Spice Girls          | Spice                     |
| 6  | Florent Pagny        | Savoir aimer              |
| 7  | IAM                  | L'École du micro d'argent |
| 8  | Céline Dion          | Let's Talk About Love     |
| 9  | 2Be3                 | Partir un jour            |
| 10 | Patricia Kaas        | Dans ma chair             |